# Xianning
Xianning (咸宁; pinyin: Xiánníng) er en by på præfekturniveau i provinsen Hubei i det centrale Kina. Præfekturet har et areal på 10.019 km² og en befolkning på 2.860.000 mennesker (2007) .

## Administrative enheder
Xianning består af et bydistrikt, et byamt og fire amter:
- Bydistriktet Xian'an – 咸安区 Xián'ān Qū ;
- Byamtet Chibi – 赤壁市 Chìbì Shì ;
- Amtet Jiayu – 嘉鱼县 Jiāyú Xiàn ;
- Amtet Tongcheng – 通城县 Tōngchéng Xiàn ;
- Amtet Chongyang – 崇阳县 Chóngyáng Xiàn ;
- Amtet Tongshan – 通山县 Tōngshān Xiàn.

## Økonomi
Præfekturet er et vigtigt transport- og shippingcenter. Andre store erhverv er land- og skovbrug , mineraludvinding. Det er minedrift efter niob, guld, magnesium, antimon, monazit, kul, mangan, vanadium, glimmer og marmor.

## Trafik
Xianning, som betegnes som Hubeis port mod øst, har vigtige jernbanelinjer som Jingguangbanen, mange motorveje og et langt stykke af Yangtzefloden.
Kinas rigsvej 107 fører gennem området. Den løber fra Beijing til Shenzhen (ved Hongkong, og passerer provinshovedstæderne Shijiazhuang, Zhengzhou, Wuhan, Changsha og Guangzhou.
29°53′N 114°13′Ø / 29.883°N 114.217°Ø